# Piergiorgio Odifreddi
Piergiorgio Odifreddi (Cuneo, 13 luglio 1950) è un matematico, logico e saggista italiano.
Oltre che di matematica, nelle sue pubblicazioni si occupa di divulgazione scientifica, storia della scienza, filosofia, politica, religione, esegesi, filologia e saggistica varia.

## Biografia
Nato in una famiglia di geometri (padre e zii), ha frequentato i primi quattro anni delle elementari dalle Suore Giuseppine, la quinta elementare e i tre anni delle medie nel seminario vescovile di Cuneo. Tra i suoi compagni di allora, monsignor Celestino Migliore, già osservatore della Santa Sede alle Nazioni Unite e in seguito nunzio in Polonia. Odifreddi lasciò il seminario nel 1964.
Ha frequentato l'Istituto Tecnico per Geometri a Cuneo, dove ha avuto per compagno di classe Flavio Briatore. Ha studiato matematica presso l'Università di Torino, dove si è laureato con lode in logica nel 1973 con Flavio Previale. Si è poi specializzato nella stessa materia negli Stati Uniti (Università dell'Illinois - Urbana-Champaign e Università della California, Los Angeles) dal 1978 al 1980, e nell'Unione Sovietica (Università di Novosibirsk) nel 1982 e 1983.
In Unione Sovietica, come scrisse nel libro La repubblica dei numeri al capitolo "Una spia che andò al fresco", fu trattenuto per alcuni mesi. L'agente sovietico Viktor Pronin era stato arrestato a Genova per spionaggio industriale. L'Unione Sovietica fermò Odifreddi (secondo Odifreddi stesso per ritorsione) con vari pretesti in Siberia assieme ad altri due italiani (il giornalista Luigi Vismara de Il Giorno e l'uomo d'affari Michelangelo Mazzarelli) a Mosca. Odifreddi racconta di essere stato condannato a 14 anni di carcere per "attività anti sovietiche", ma grazie a un intervento diplomatico dell'allora ministro degli affari esteri Giulio Andreotti e del presidente Sandro Pertini, dopo sei mesi i tre italiani vennero rilasciati in cambio della spia sovietica.

### Insegnamento e ricerca

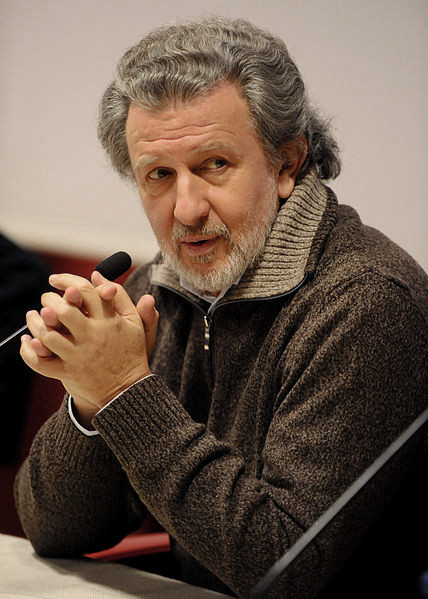
Piergiorgio Odifreddi nel 2012

Dopo un periodo di assistentato iniziato subito dopo la laurea, dal 1983 al 2007 ha insegnato logica presso l'Università di Torino, raggiungendo la qualifica di professore ordinario nel 1999. Dal 1985 al 2003, è stato visiting professor (professore in soggiorno scientifico) presso la Cornell University, dove ha collaborato con Anil Nerode, Richard Platek e Richard Shore. Inoltre dal 2001 al 2003 ha insegnato anche presso l'Università Vita-Salute San Raffaele fondata da Don Verzé. È anche stato visiting professor presso l'Università Monash a Melbourne nel 1988, l'Accademia Sinica di Pechino nel 1992 e nel 1995, l'Università di Nanchino nel 1998, l'Università di Buenos Aires nel 2001 e l'Italian Academy della Columbia University nel 2006.
Il suo principale campo di ricerca è stata la teoria della calcolabilità, branca della logica matematica che studia la classe delle funzioni in grado di essere calcolate in maniera automatica. In tale campo ha pubblicato una trentina di articoli, e il libro in due volumi Classical Recursion Theory (North Holland Elsevier, 1989 e 1999), che è diventato un testo di riferimento sull'argomento.

### Divulgazione scientifica

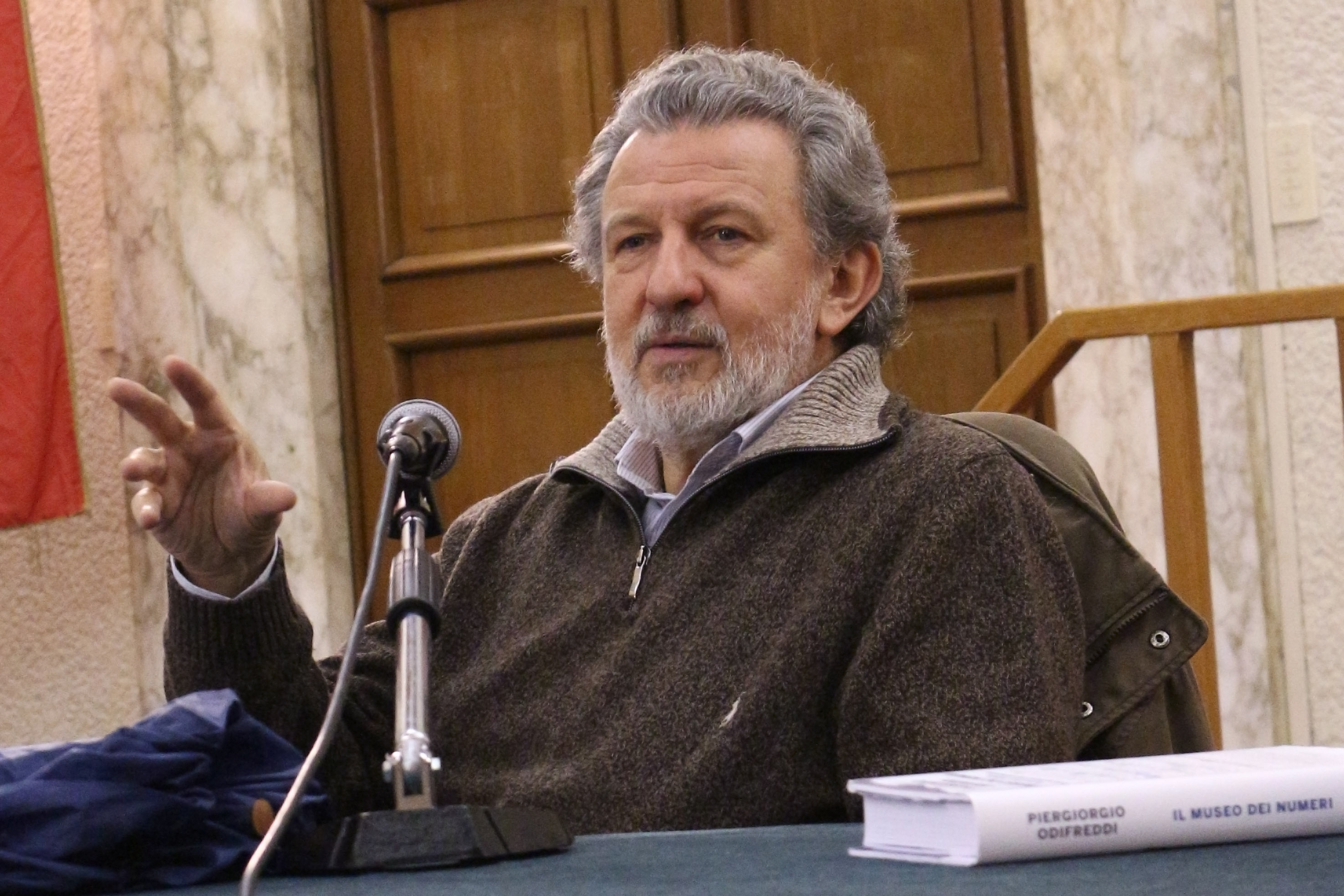
Piergiorgio Odifreddi nel dicembre 2014

Oltre all'attività accademica, ha intrapreso un'attività divulgativa, iniziata con collaborazioni a vari giornali e riviste: dapprima La Rivista dei Libri, Sapere, Tuttoscienze e La Stampa, poi la Repubblica, L'Espresso e Le Scienze (per le quali tiene una rubrica dal titolo Il matematico impertinente), e successivamente per il quotidiano Domani. La maggior parte di questa produzione giornalistica è stata finora raccolta in cinque libri, indicati in bibliografia. Nel 2000 ha registrato per Rai Sat Nettuno Lezioni Universitarie un corso di logica matematica in 20 videolezioni.
Ha al suo attivo una produzione saggistica, su argomenti di vario genere che mirano a mostrare la pervasività della scienza in generale, e della matematica in particolare, nella cultura umanistica: soprattutto nella letteratura, nella musica e nella pittura, ma anche nella filosofia e nella teologia. La sua produzione in quest'ultimo campo ha però ricevuto più attenzione per gli aspetti critici nei confronti della religione, che per quelli divulgativi della scienza e della matematica (vedi le sezioni Critica religiosa e polemiche).
Odifreddi ha intervistato numerosi protagonisti della scienza e della matematica, e 50 colloqui con vincitori del Premio Nobel o della Medaglia Fields sono stati raccolti in Incontri con menti straordinarie.
Un buon numero di queste "menti straordinarie" ha partecipato ai tre Festival della Matematica che Odifreddi ha organizzato dal 2007 al 2009 all'Auditorium di Roma, su invito dell'allora sindaco Walter Veltroni. Frequentato da circa 60 000 persone ogni anno, e inaugurato nel 2008 alla presenza del Presidente della Repubblica Giorgio Napolitano, il Festival è stato soppresso dall'Auditorium, che ha "licenziato" Odifreddi nella primavera del 2009. La memoria del Festival è comunque preservata dai podcast delle conferenze e dal volume di contributi Il club dei matematici solitari.

## Impegno politico
Odifreddi si ispira liberamente all'insegnamento e alle posizioni di Bertrand Russell, matematico e intellettuale socialista democratico, e Noam Chomsky, linguista e filosofo socialista libertario. In particolare, ha ripetutamente manifestato la sua opposizione alle politiche degli Stati Uniti, in particolare contro George W. Bush, e a quelle di Israele (per esempio in Non siamo tutti americani, intitolato anche No al terrorismo. Ma quale?, La dannata Terra Santa e la controversa Intervista a Hitler, tutti ne Il matematico impertinente). Queste sue opinioni su Israele "immodestamente ispirate" da José Saramago e Noam Chomsky hanno causato, nel novembre 2012, la cancellazione per proteste di un post del suo blog su Repubblica.it, post intitolato Dieci volte peggio dei nazisti, che trattava dell'incursione israeliana nella striscia di Gaza incominciata a metà di quel mese, paragonando il comportamento delle forze armate israeliane alla rappresaglia della Germania nazista nella strage delle Fosse Ardeatine. In conseguenza di questo fatto viene la decisione, presa dallo stesso professore, il 20 novembre 2012, di chiudere il blog stesso concludendolo con un post amareggiato, anche se successivamente ha deciso di riaprirlo.
Nel 2007, su invito di Walter Veltroni, si è candidato alle primarie del Partito Democratico in una lista di sinistra a suo sostegno, ed è risultato eletto nel collegio Torino centro. Il 28 ottobre è stato nominato membro della Commissione Manifesto dei Valori dello stesso partito. Nel 2008, dopo ripetuti tentativi di contrastarne quella che a suo giudizio era una deriva clericale, e prima delle elezioni politiche, l'ha abbandonato. Nel 2009 ci è temporaneamente rientrato per sostenere la candidatura a segretario di Ignazio Marino, abbandonandolo poi definitivamente e criticandolo spesso.
Come ha accennato in un'intervista, ritiene comunque che il "sedicente" sistema democratico, basato sull'elezione periodica di delegati ai quali viene assegnato un mandato generale in bianco per alcuni anni, sia ormai anacronistico e non adeguato né alla complessità della società moderna, né alla sua velocità di cambiamento, né alle sue possibilità tecnologiche di consultazioni dirette in caso di problematiche inaspettate e radicali (quali gli attentati dell'11 settembre 2001 o la grande recessione), ritenendo la democrazia rappresentativa di stampo liberale ormai superata, indicando come alternative la democrazia diretta e la e-democracy. Nella stessa intervista ha detto inoltre di sentirsi vicino alle idee comuniste, di ritenere che la struttura elettiva e deliberativa dai Soviet applicata nell'URSS dal 1917 al 1924, fosse un buon esempio di democrazia, nonché di guardare con simpatia allo statalismo. Propone anche l'abolizione del Concordato e dello Stato del Vaticano, affermando che la sede papale dovrebbe stare a Gerusalemme anziché a Roma, nonché l'eliminazione della pubblicità.
Nel 2012 dichiara di sostenere Nichi Vendola di Sinistra Ecologia Libertà alle primarie del centrosinistra.
Nel 2016 si è schierato apertamente in favore del "No" al referendum costituzionale di dicembre.
In merito all'invasione russa dell'Ucraina avvenuta il 24 febbraio 2022 Odifreddi, durante un dibattito con l'economista Michele Boldrin, si dichiara equidistante, indicando il mantenimento della NATO in seguito al crollo dell'Unione Sovietica, assieme alla sua espansione avvenuta negli anni successivi, come una "provocazione".
Alle elezioni europee del 2024 si candida con Pace Terra Dignità, lista pacifista promossa da Michele Santoro e altre forze di sinistra. Con oltre 6.200 preferenze Odifreddi è il più votato dopo Santoro nella circoscrizione nord-occidentale, ma la lista non supera la soglia di sbarramento.
In passato ha militato nel Partito Radicale.

## Critica religiosa

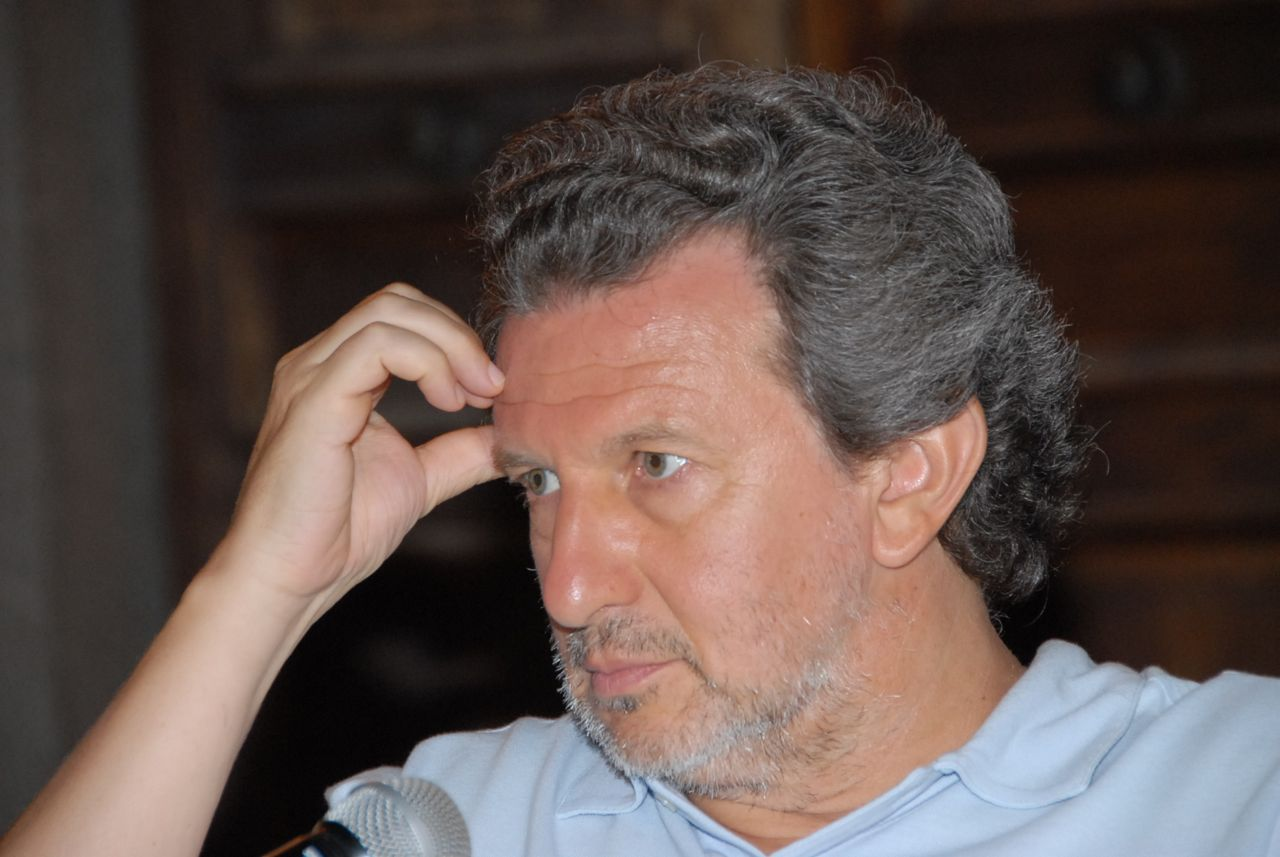
Piergiorgio Odifreddi nel 2007

Nel suo primo libro divulgativo, Il Vangelo secondo la Scienza, ha proposto una visione secondo la quale la scienza, la matematica e la logica affrontano, riformulano, e a volte risolvono, problemi che storicamente sono stati considerati di pertinenza della religione e della teologia, quali la creazione del mondo, l'infinito o l'esistenza di Dio. La conclusione, espressa in un motto provocatorio, è che:
Nel suo libro più noto, Perché non possiamo essere cristiani (e meno che mai cattolici), ha proposto invece una lettura del Pentateuco e del Nuovo Testamento da una prospettiva razionalistica, indicandone a suo giudizio le incongruenze e gli anacronismi. Il motto di copertina sintetizza:
In vari articoli, oltre che in una controversa Intervista a Gesù, ha poi criticato gli aspetti più svariati del fenomeno religioso: dai miracoli alla caccia alle streghe, da Galileo a Spinoza, da Padre Pio a Madre Teresa, dalla Fides et ratio di Giovanni Paolo II alla Spe salvi di papa Benedetto XVI, dal referendum sulla legge 40 alla pedofilia ecclesiastica.
Le sue critiche alla religione sono state sviluppate anche dibattendo con quei cattolici disponibili a un confronto dialettico con Odifreddi, come l'onorevole Paola Binetti e monsignor Antonio Staglianò, compiendo a piedi insieme al giornalista Sergio Valzania e allo storico Franco Cardini gli 800 chilometri del Cammino di Santiago di Compostela (raccontato nel libro La Via Lattea), e cercando di elaborare in vari articoli una concezione di spiritualità laica, culminata nella formulazione de Il mio credo (da Il matematico impenitente):
Credo in un solo Signore, l'Uomo, plurigenito figlio della Natura, nato dalla Madre alla fine di tutti i secoli: natura da Natura, materia da Materia, natura vera da Natura vera, generato, non creato, della stessa sostanza della Madre.
Credo nello Spirito, che è Signore e dà coscienza della vita, e procede dalla Madre e dal Figlio, e con la Madre e il Figlio è adorato e glorificato, e ha parlato per mezzo dei profeti dell'Intelletto.
Aspetto la dissoluzione della morte, ma non un'altra vita in un mondo che non verrà.»
In continuità con questa sua linea di pensiero, nel 2011, con Caro Papa, ti scrivo, Odifreddi si rivolge a Benedetto XVI in un ideale confronto tra scienziato e teologo: la lettera prende in esame il Credo dei cattolici, nel commento che Ratzinger ne fece con la sua Introduzione al cristianesimo, cui vengono mosse obiezioni puntuali. A sua volta Benedetto XVI ha risposto al matematico ateo con una lettera, pubblicata sul quotidiano la Repubblica il 24 settembre 2013. In seguito il papa emerito e l'ateo si sono incontrati più volte di persona, scambiandosi anche molte lettere, raccolte in In cammino alla ricerca della verità (Rizzoli, 2022), insieme ai resoconti degli incontri.

## Presenza pubblica, critiche e polemiche

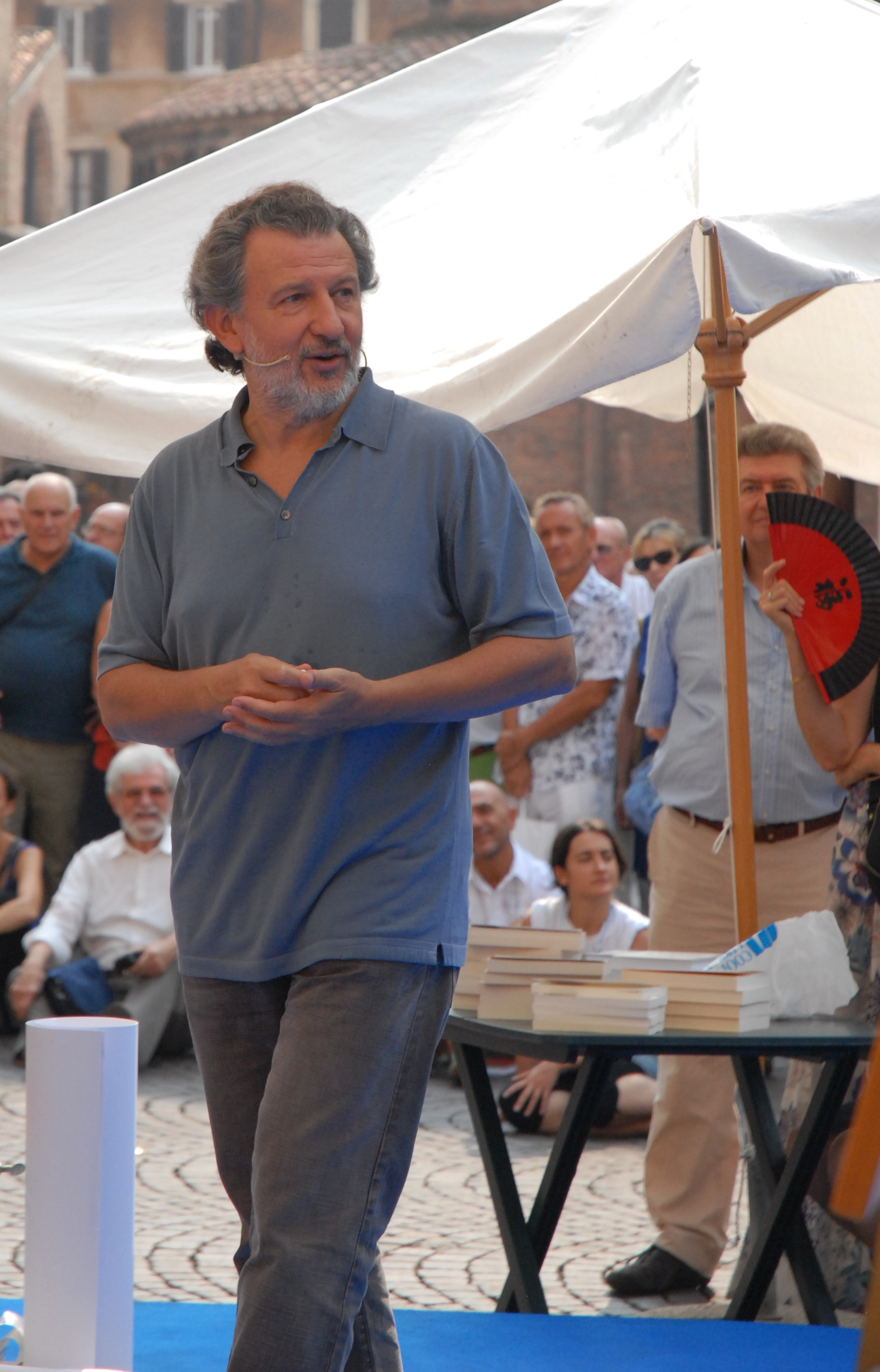
Piergiorgio Odifreddi a Mantova nel 2011

Il giorno stesso della sua uscita, il 10 ottobre 1999, Il Vangelo secondo la Scienza è stato criticato e commentato dal quotidiano cattolico Avvenire in una recensione intitolata Contro la fede una scienza da rotocalco, cui ha fatto seguito il 27 ottobre una pagina de L'Osservatore Romano intitolato Un libro che confonde perfino l'infinito metafisico con quello matematico. Nella prefazione alla seconda edizione del 2008, Odifreddi fa una rassegna delle molte critiche successive, fino a quella del 15 marzo 2007 di Ernesto Galli della Loggia sul Corriere della Sera.
Nel tempo Odifreddi è stato identificato come "anticlericale" anche in relazione alla sua presenza in TV in trasmissioni e dibattiti concernenti la religione. Dal 2003 è Presidente Onorario dell'Unione degli Atei e degli Agnostici Razionalisti accanto a scienziati come Margherita Hack, Danilo Mainardi e altri.
Tuttavia le polemiche maggiori sono state sollevate nel 2007 dalla pubblicazione di Perché non possiamo essere cristiani (e meno che mai cattolici), soprattutto a causa dell'introduzione, intitolata Cristiani e cretini, ripresa da un articolo di poco precedente, nella quale viene ricordato che una delle etimologie correntemente proposte per la parola «cretino» è la derivazione da «cristiano», tramite il francese chrétien/crétin (Odifreddi cita il vecchio Pianigiani, ma la stessa etimologia è riportata, per esempio, dal Nuovo Dizionario Etimologico della Lingua Italiana di Zanichelli).
Per questo libro Odifreddi è stato criticato da esponenti del pensiero sia ebraico sia cattolico (per esempio, Giorgio Israel dell'Università "La Sapienza" di Roma e Paolo Martino della Libera Università Maria Santissima Assunta). Sul sito ufficiale del Vaticano è apparsa una reprimenda in latino rivolta a lui  (insieme a Tinto Brass e Carla Bruni) scritta dal latinista Oreste Carbonero. Odifreddi ritiene che le critiche a lui rivolte siano prevenute e marginali, e che non scalfiscano l'impianto della sua decostruzione razionale della religione ebraico-cristiana. Alle critiche più dure ha risposto ne Il matematico impenitente con i capitoli Difesa dagli attacchi del Foglio, Difesa dagli attacchi del Corriere, (In)Civiltà Cattolica.
Altre polemiche, oltre a quelle di tipo religioso, Odifreddi le ha alimentate (provocandole e/o subendole) nel mondo accademico, talvolta anche a causa di una visione logico-razionale del mondo che è stata tacciata di scientismo e positivismo. In particolare, nel corso degli anni ha polemizzato con i fisici Antonino Zichichi (dal quale ha ricevuto due querele, entrambe archiviate, e al quale ha dedicato la raccolta di articoli Zichicche) e Paolo Diodati, docente all'Università di Perugia che per due volte l'ha insignito di un «Asino d'Oro» (2007 e 2009) per alcuni errori scientifici che sarebbero stati rilevati in due articoli di Odifreddi pubblicati sulla rivista Le Scienze. Altre polemiche sono sorte con i filosofi Massimo Cacciari (che lo chiama pubblicamente «nipotino di Voltaire»), Gianni Vattimo ed Emanuele Severino (criticati rispettivamente in Antropitechi e teopitechi e Severi? Sì, con Severino!, intitolato anche La scienza sotto tiro).
Nel 2009 la restituzione per protesta del Premio Peano (per protesta contro un altro vincitore, Giorgio Israel), vinto nel 2002, innesca una serie di polemiche che culminano in insulti da parte del ministro dell'istruzione, dell'università e della ricerca Maria Stella Gelmini (ai quali Odifreddi risponde in una lettera aperta su il Fatto Quotidiano) e del ministro della difesa Ignazio La Russa in diretta TV (un episodio che finisce su Striscia la notizia).
Sempre nel 2009, dopo la sentenza della Corte Europea Lautsi v. Italia sulla rimozione dei crocifissi nelle aule scolastiche, Odifreddi manifesta la sua approvazione. La sua partecipazione a un programma televisivo scatena ancora una volta la reazione del ministro Ignazio La Russa, al quale ancora una volta Odifreddi risponde con una lettera aperta su il Fatto Quotidiano.
Nel 2011 intervenendo sul caso di una minorenne incinta che i genitori volevano far abortire, ha scritto sulla "procreazione responsabile", affermando che in taluni casi l'interruzione della gravidanza dovrebbe essere obbligo di legge, attirandosi accuse di sostegno all'eugenetica. Nel post successivo ha affermato che si trattava di una semplice provocazione, portando il caso della sua partecipazione alla campagna referendaria del 1981 contro l'ingerenza statale in materia di I.V.G. (Interruzione Volontaria di Gravidanza), in cui tuttavia vinse il "no".
Nel 2013, in un commento in risposta a quello di un utente del suo blog ad un post sulla "verità storica", incentrato principalmente sulla seconda guerra mondiale e su Erich Priebke, ha dichiarato che bisogna accettare quello che è stato raccontato dai testimoni, dato che lui non era fisicamente presente, riferito in particolare all'Olocausto e all'esistenza delle camere a gas, e ha criticato il processo di Norimberga, in quanto anche gli alleati stessi, che lo presiedettero, avevano commesso crimini di guerra. Tale affermazione è stata accusata di negazionismo dell'Olocausto o criticata (ad esempio da Corrado Augias); l'accusa è stata decisamente respinta da Odifreddi:
Il 2 aprile 2018 pubblica all'interno della sua rubrica Il non-senso della vita 3.0 ospitata da la Repubblica un post Le "fake news" di Scalfari su Papa Francesco in cui si lamenta della leggerezza con cui il giornale, ma anche la stampa in generale, si preoccupi della questione delle fake news e non di quelle di Scalfari sul papa. Il problema infatti era legato a una presunta intervista al papa successivamente smentita dai portavoce del Vaticano, soprattutto in merito ai virgolettati. A causa di questo post il direttore Calabresi ha deciso la sospensione della sua rubrica dopo diciotto anni di collaborazione.

## Vita privata
Si è sposato tre volte e non ha figli.

## Radio e televisione
Tra le circa 400 partecipazioni a trasmissioni radiofoniche, si segnalano i seguenti programmi:
- 2002 - Chi ha ucciso Fermat?, regia di Vittorio Attamante - 20 puntate su Radio2 per Alle otto della sera.[72]
- 2004 - Vite da logico, regia di Vittorio Attamante - 20 puntate su Radio2 per Alle otto della sera.[73]
- 2008 - In Cammino verso Santiago de Compostela, con Sergio Valzania e Franco Cardini - 33 puntate su Radio3 per Il Cammino.[74]
- 2009 - A tutto Darwin - 5 puntate su Radio3 per Radio3 scienza, con un'intervista a Dario Fo.[75]
- 2009 - Buon compleanno, Darwin!, regia di Caterina Olivetti - 20 puntate su Radio2 per Alle otto della sera.[76]
- 2009 - A tutto Galileo - 5 puntate su Radio3 per Radio3 scienza, con interviste a Roberto Benigni[77] e Riccardo Giacconi.[78]

Tra le circa 300 apparizioni televisive, si ricordano la presenza fissa nella stagione 2007-2008 nel programma Crozza Italia, altra presenza fissa nella stagione 2011 de Il senso della vita condotto da Paolo Bonolis e la partecipazione a tre trasmissioni: il 31 maggio 2007 ad Annozero su pedofilia e Chiesa cattolica, il 16 gennaio 2008 a Porta a Porta per la controversia sull'invito di papa Benedetto XVI alla Sapienza, e il 6 febbraio 2009 a Matrix sul caso di Eluana Englaro (ultima puntata della trasmissione, per le successive dimissioni del conduttore Enrico Mentana).
Per alcuni anni è stato presente su National Geographic Channel con la rubrica Ai confini della Scienza.

## Premi e onorificenze
- 1998 - Premio Galileo dell'Unione matematica italiana
- 2002 - Premio Peano della Mathesis di Torino (restituito nel 2009, vedi la sezione Presenza pubblica e polemiche)
- 2002 - Premio Giovanni Maria Pace della SISSA di Trieste per il saggio C'era una volta un paradosso; Premio Fiesole Narrativa Under 40 per la divulgazione scientifica
- 2003 - Premio Filosofico Castiglioncello per il saggio C'era una volta un paradosso
- 2006 - Premio Italgas per la divulgazione scientifica
- 2007 - Premio Capo d'Orlando per la divulgazione scientifica
- 2008 - Premio Saint-Vincent come personaggio rivelazione della radio
- 2009 - Tau d'Oro per la comunicazione
- 2011 - Premio Galileo per la divulgazione scientifica

## Opere

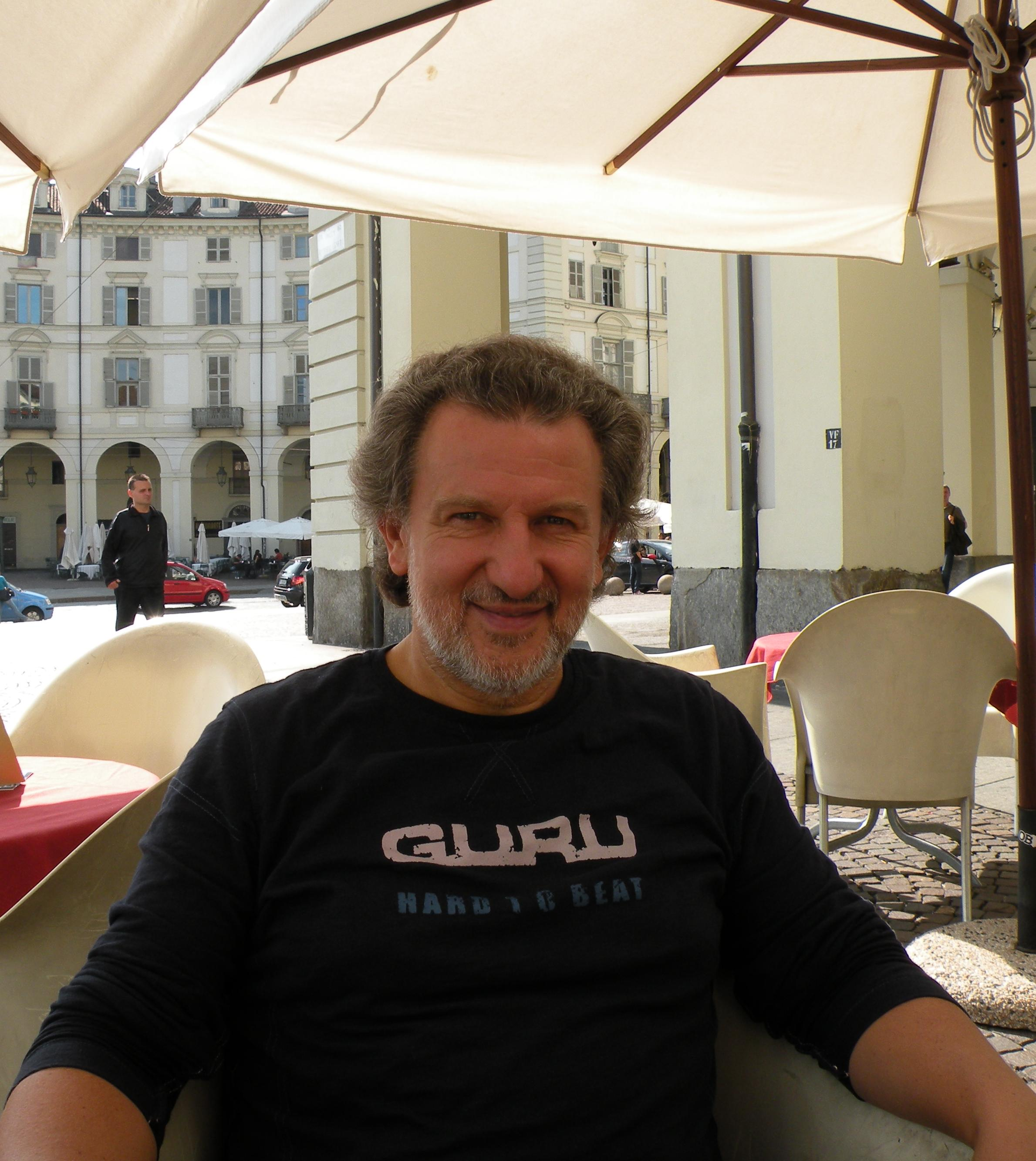
Piergiorgio Odifreddi a Torino nel 2010

### Saggi scientifici
- Classical Recursion Theory. Volume I: The theory of functions and sets of natural numbers, Amsterdam, North Holland, 1989, ISBN 0444872957.
- Classical Recursion Theory. Volume II, Amsterdam, Elsevier, 1999, ISBN 044450205X.

### Saggi semi-tecnici
- La matematica del Novecento. Dagli insiemi alla complessità, Torino, Einaudi, 2000, ISBN 88-06-15153-3.
- Il diavolo in cattedra. La logica matematica da Aristotele a Gödel, Torino, Einaudi, 2003, ISBN 88-06-16597-6.
- Divertimento geometrico. Le origini geometriche della logica da Euclide a Hilbert, Torino, Bollati Boringhieri, 2003, ISBN 88-339-5714-4.
- Penna, pennello, bacchetta. Le tre invidie del matematico, Bari, Laterza, 2005, ISBN 88-420-7643-0.

### Saggi divulgativi
- C'era una volta un paradosso. Storie di illusioni e verità rovesciate, Torino, Einaudi, 2001, ISBN 88-06-15090-1.
- Le menzogne di Ulisse. L'avventura della logica da Parmenide ad Amartya Sen, Milano, Longanesi, 2004, ISBN 88-304-2044-1.
- C'è spazio per tutti. Il grande racconto della geometria, Milano, Mondadori, 2010, ISBN 978-88-04-60331-3.
- Una via di fuga. Il grande racconto della geometria moderna, Milano, Mondadori, 2011, ISBN 978-88-04-61368-8.
- Abbasso Euclide!. Il grande racconto della geometria contemporanea, Milano, Mondadori, 2012, ISBN 978-88-04-62302-1.
- Il museo dei numeri. Da zero verso l'infinito, storie dal mondo della matematica, Milano, Rizzoli, 2014. ISBN 978-88-17-07611-1.
- Dizionario della stupidità. Fenomenologia del non-senso della vita, Milano, Rizzoli, 2016, ISBN 978-88-17-07576-3.
- Ritratti dell'infinito, Milano, Rizzoli, 2020, ISBN 978-88-17-14868-9
- Sorella scimmia, fratello verme, Milano, Rizzoli, 2021.
- Pillole matematiche, Milano, Raffaello Cortina, 2022.
- A piccole dosi. Contro la crisi di astinenza dalla matematica, Milano, Raffaello Cortina, 2023, ISBN 978-88-328-5568-5.
- Incontri ravvicinati tra le due culture. Dialoghi sull’umanesimo, Milano, Raffaello Cortina, 2025.

### Biografie
- In principio era Darwin. La vita, il pensiero, il dibattito sull'evoluzionismo, Milano, Longanesi, 2009, ISBN 978-88-304-2683-2.
- Hai vinto, Galileo! La vita, il pensiero, il dibattito su scienza e fede, Milano, Mondadori, 2009, ISBN 978-88-04-59434-5.
- Sulle spalle di un gigante. E venne un uomo chiamato Newton, Longanesi, 2014, ISBN 978-88-304-2345-9.
- Il dio della logica. Vita geniale di Kurt Gödel, matematico della filosofia, Longanesi, 2018, ISBN 978-88-304-2305-3.
- Il genio delle donne. Breve storia della scienza al femminile, Milano, Rizzoli, 2019, ISBN 978-88-171-4112-3.

### Traduzioni commentate di classici
- Come stanno le cose. Il mio Lucrezio, la mia Venere, Milano, Rizzoli, 2013, ISBN 978-88-17-06600-6.
- Dalla Terra alle Lune. Un viaggio cosmico in compagnia di Plutarco, Keplero e Huygens, Milano, Rizzoli, 2017, ISBN 978-88-170-9474-0.

### Saggi sulla religione
- Il Vangelo secondo la Scienza. Le religioni alla prova del nove, Torino, Einaudi, 1999, ISBN 88-06-14930-X; 2008, ISBN 978-88-06-19152-8.
- Perché non possiamo essere cristiani (e meno che mai cattolici), Milano, Longanesi, 2007, ISBN 978-88-304-2427-2.
- La Via Lattea. [Un ateo impenitente e un cattolico dubbioso in cammino verso Santiago de Compostela], con Sergio Valzania, e con la partecipazione di Franco Cardini, Milano, Longanesi, 2008, ISBN 978-88-304-2617-7.
- Caro Papa, ti scrivo. Un matematico ateo a confronto con il papa teologo, Milano, Mondadori, 2011, ISBN 978-88-04-61007-6.
- Caro Papa teologo, caro matematico ateo. Dialogo tra fede e ragione, religione e scienza, con Benedetto XVI, Milano, Mondadori, 2013.
- In Cammino alla ricerca della verità. Lettere e colloqui con Benedetto XVI, Prefazione del Cardinale Gianfranco Ravasi, Milano, Rizzoli, 2022.

### Raccolte di articoli
- Il computer di Dio. Pensieri di un matematico impertinente, Milano, Raffaello Cortina, 2000, ISBN 88-7078-663-3.
- La repubblica dei numeri, Milano, Raffaello Cortina, 2002, ISBN 88-7078-776-1.
- Il matematico impertinente, Milano, Longanesi, 2005. ISBN 88-304-2222-3.
- La scienza espresso. Note brevi, semibrevi e minime per una biblioteca scientifica universale, Torino, Einaudi, 2006. ISBN 88-06-18258-7.
- Il matematico impenitente, Milano, Longanesi, 2008, ISBN 978-88-304-2565-1.
- Il giro del mondo in 80 pensieri, Milano, Rizzoli, 2015, ISBN 978-88-17-08341-6.

### Scritti di politica
- La democrazia non esiste. Critica matematica della ragione politica, Milano, Rizzoli, 2018, ISBN 978-88-17-09890-8.
- C'è del marcio in Occidente, Milano, Raffaello Cortina, 2024.

### Interviste
- Idee per diventare matematico. Strumenti razionali per la comprensione del mondo, Bologna, Zanichelli, 2005. ISBN 88-08-07063-8.
- Incontri con menti straordinarie, Milano, Longanesi, 2006, ISBN 88-304-2346-7.
- Perché Dio non esiste, Claudio Sabelli Fioretti intervista Piergiorgio Odifreddi, Reggio Emilia, Aliberti Editore, 2010, ISBN 978-88-7424-419-5.
- Incontri ravvicinati tra le due culture. Dialoghi sull'umanesimo, Collana Scienza e Idee, Milano, Raffaello Cortina, 2025, ISBN 978-88-328-5749-8.

### Curatele
- 1990 - The C.I.M.E. Montecatini Meeting (curatore), Lecture Notes in Mathematics 1429 - Springer Verlag
- Logic and Computer Science, edited by, London, Academic Press-Harcourt Brace Jovanovich, 1990.
- Kreiseliana. About and around Georg Kreisel, edited by, Wellesley, AK Peters, 1996. ISBN 156881061X.
- Zichicche. Pensieri su uno scienziato a cavallo tra politica e religione, a cura di, presentazione di Giulio Andreotti, Bari, Edizioni Dedalo, 2003. ISBN 88-220-6260-4.
- Cura con Gabriele Lolli di Kurt Gödel, La prova matematica dell'esistenza di Dio, Torino, Bollati Boringhieri, 2006. ISBN 88-339-1679-0.
- La matematica, a cura di e con Claudio Bartocci, 4 voll., Torino, Einaudi, 2007-2010. ISBN 978-88-06-16424-9, 978-88-06-16425-6, 978-88-06-16426-3, 978-88-06-16427-0.
- Il club dei matematici solitari del prof. Odifreddi, a cura di, Milano, Mondadori, 2009. ISBN 978-88-04-58598-5.

### Audiovisivi
- 2003 - Uno, nessuno e infiniti, 12 DVD - Asia
- 2004 - Storia della logica, 6 DVD - Rai Trade
- 2006 - Che cos'è la logica?, Fascicolo + CD - Luca Sossella Editore
- 2007 - Matematico e Impertinente. Un varietà differenziale, Fascicolo + DVD, Milano, Mondadori.
- 2007 - Varietà differenziale. Matematico e Impertinente Libro + DVD - Promo Music - Corvino Meda Editore
- 2007 - La matematica nell'arte, 6 DVD - Asia
- 2009 - Una mente meravigliosa. Colloquio con John Nash (Menti Matematiche, n. 1), DVD - Le Scienze
- 2009 - La matematica della fortuna. Colloquio con Hans Magnus Enzensberger (Menti Matematiche, n. 3), DVD, Le Scienze.
- 2009 - Giocare con la matematica. Colloquio con Robert Aumann e John Nash (Menti Matematiche, n. 6), DVD, Le Scienze.
- 2009 - Einstein e la relatività (Il Caffè Filosofico, n. 11), DVD - La Repubblica - L'Espresso
- 2009 - Russell e la logica del '900 (Il Caffè Filosofico, n. 13), DVD - La Repubblica - L'Espresso.
- 2010 - Pitagora, Euclide. La nascita del pensiero scientifico  (Beautiful Minds, n. 1), DVD, La Repubblica -L'Espresso.
- 2010 - Isaac Newton. La gravità, la luce e i colori del mondo  (Beautiful Minds, n. 5), DVD, La Repubblica -L'Espresso.
- 2010 - Gödel e Turing. La nascita del computer e la società dell'informazione (Beautiful Minds, n. 15), DVD, La Repubblica - L'Espresso.
- 2013 - Economia e modelli matematici (Capire l'Economia, n. 23), DVD, La Repubblica - L'Espresso.
- 2013 - Leibniz e il migliore dei mondi possibili (Il Caffè Filosofico, Seconda serie, n. 5), DVD, La Repubblica - L'Espresso.
- 2013 - Wittgenstein e la filosofia del linguaggio (Il Caffè Filosofico, Seconda serie, n. 9), DVD, La Repubblica - L'Espresso.

### Testi teatrali
- Siamo uomini o clericali? Predica sulla laicità, in Prediche per il nuovo millennio. Dall'assedio delle ceneri, a cura di Gabriele Frasca e Renato Quaglia, Napoli-Venezia, Napoli teatro festival Italia-Marsilio, 2008, ISBN 978-88-317-9581-4.